# 마원 (후한)
마원(馬援, 기원전 14년 ~ 49년)은 중국 후한의 명장이자 개국공신으로 자는 문연이다. 광무제(光武帝) 때 촉(蜀)을 공격, 함락하여 복파장군(伏波將軍)이 되고, 교지(交趾)의 반란을 평정하여 신식후(新息侯)에 봉해졌다.

## 일생
43년, 일남에서 쯩 자매가 독립을 목적으로 한 반란을 일으키자 마원은 일남으로 내려가서 반란군을 토벌하고 이 과정에서 쯩 자매를 체포해 둘 다 참수했다.
시호는 충성(忠成)이다. 또한 그는 전쟁에 노구를 이끌고 참가하여 연승을 거두면서 노장이라는 별명을 얻기도 하였다. 후에 그의 딸은 명제의 황후가 되었고, 장제의 생모 가귀인과 사촌자매처럼 사이가 좋았다고 한다.

## 기타
후한 말, 서량태수 마등(馬騰)과 계한 표기장군 마초(馬超)의 조상이다. 